# 17694 Jiránek
17694 Jiránek là một tiểu hành tinh vành đai chính với chu kỳ quỹ đạo là 1749.7895271 ngày (4.79 năm).
Nó được phát hiện ngày 4 tháng 3 năm 1997.